# بخش اهواچوپان
بخش اهواچوپان (به اسپانیایی: Ahuachapán Department) یک منطقهٔ مسکونی در السالوادور است که در محدودهٔ السالوادور غربی واقع شده‌است.

## خصوصیات
بخش اهواچوپان ۱٬۲۳۹٫۶ کیلومترمربع مساحت و ۳۱۹٬۵۰۳ نفر جمعیت دارد.